# Димитър Димитров (ректор на УНСС)
Димитър Панайотов Димитров е български учен – икономист в сферата на отбранителната икономика и сигурността, и университетски преподавател. На 18 декември 2019 г. е избран за 19-и ректор на Университета за национално и световно стопанство.

## Биография
Димитър Димитров е роден през 1963 г. в град Ямбол. През 1988 г. се дипломира по специалност „икономика и управление на промишлеността“ във Висшия икономически институт „Карл Маркс“ (днес УНСС), а няколко години по-късно постъпва като асистент в катедра „Национална и регионална сигурност“ (1994) на същото място. Две години по-късно е избран за научен секретар на катедрата, на която през 2007 г. е избран за ръководител. В периода 2015 – 2019 г. е декан на факултета по икономика на инфраструктурата, в който е позиционирана и катедра „Национална и регионална сигурност“. Специлизира в областта на отбранителната икономика и сигурността. Провел е няколко дългосрочни специализации Грьонинген (Холандия), Бон (Германия), Монтерей (САЩ), както и краткосрочни – в Мюнхен, Брюксел, Женева, Антверпен, Стокхолм, Сиатъл, Виена, Маракеш (Мароко) и др. През 2015 г. е гостизследовател в Center for Nonprliferation Studies, MIIS в Монтерей, САЩ. Член е на мрежата от експерти на Стокхолмския институт за изследване на проблемите на мира SIPRI.
Автор/съавтор е на общо 104 публикации, 26 от които на английски език. Сред публикациите му са 16 монографии, 4 учебника и учебни помагала, 11 публикации в чужбина, научен редактор на 30 сборника (вкл. 8 на английски). Има публикации в Холандия, Германия, САЩ, Великобритания на издателства Nomos Verlag, Frank Cass and Routledge. Има публикувани 2 книги в Холандия и Германия.
Преподава на студентите Икономически анализ в отбраната и сигурността, Международни операции, Политика за сигурност и икономически анализ. Има участие в редица национални и международни изследователски проекти по въпросите на отбранителното бюджетиране, прозрачност и отчетност на разходите за отбрана, отбранителната индустрия, модернизацията на въоръжените сили, икономическите аспекти на тероризма, сценарийното планиране в отбраната и сигурността и др.
Владее английски и руски език, ползва немски език.

## Академична кариера
- През 2004 г. защитава докторска теза в катедра „Национална и регионална сигурност“ при факултета по икономика на инфраструктурата на Университета за национално и световно стопанство. Висшата атестационна комисия присъжда научна степен „доктор“ по Икономика и управление (Отбрана и сигурност).

- През 2006 г. д-р Димитър Димитров се хабилитира и му е присъдена академичната титла „доцент“ по научна специалност „Икономика и управление (Икономически анализ и планиране в отбраната и сигурността“.

- През 2012 г. на доц. Димитров е присъдена академичната титла „професор“[4].